# Christian Stocker
Christian Stocker (AFI: [/ˈkrɪs.tʃən ˈstɒk.ər/]; Wiener Neustadt, 20 marzo 1960) è un politico austriaco, cancelliere federale dell'Austria dal 3 marzo 2025 e Leader del Partito Popolare Austriaco dal 5 gennaio 2025.
Dal 12 giugno 2019 è altresì Membro del Consiglio nazionale per la Bassa Austria.
Dopo le dimissioni del presidente del Partito Popolare Austriaco Karl Nehammer in data 5 gennaio 2025, egli ha assunto la carica di Leader di partito, venendo contestualmente eletto cancelliere federale al posto del facente funzioni Alexander Schallenberg, il 3 marzo 2025.